# SH3GLB1
SH3GLB1‏ (SH3 domain containing GRB2 like, endophilin B1) هوَ بروتين يُشَفر بواسطة جين SH3GLB1 في الإنسان.